# Funktionswerkstoff
Funktionswerkstoffe zeichnen sich im Unterschied zu Struktur- und Konstruktionswerkstoffen nicht primär durch ihre mechanische Belastbarkeit, sondern vielmehr durch elektrische, magnetische, akustische, optische, biologisch-chemische oder sehr spezielle mechanische Eigenschaften aus, die sich gezielt beeinflussen lassen, um die makroskopischen Eigenschaften eines Bauteils zu verändern. Wenn diese Einflussnahme auch noch am bereits produzierten Werkstoff bzw. Werkstück möglich ist, so spricht man auch von intelligenten Werkstoffen.
Bei Funktionswerkstoffen steht der Verwendungs- und Einsatzzweck (z. B. Korrosionsschutz oder Wärmedämmung) im Vordergrund, nicht die konstruktive Gestaltung von Bauteilen.
Eine spezielle Untergruppe sind die funktional gradierten bzw. abgestuften Materialien (auch Gradientenwerkstoffe; engl. functionally graded materials) bei denen sich die Materialeigenschaft über die Dicke oder das Volumen des Werkstücks ändert.

## Beispiele
Funktionswerkstoffe sind keiner einheitlichen Stoffgruppe zuzuordnen und können die unterschiedlichsten physikalisch-chemischen Eigenschaften haben.
Beispiele für Funktionswerkstoffe:
- Kupfer wird als Leiterwerkstoff verwendet. Seine elektrische Leitfähigkeit und seine Wärmeleitfähigkeit sind sehr gut.
- Polymere werden als Isolierstoffe eingesetzt, zum Beispiel zur Isolation elektrischer Kabel und Leitungen.
- Keramiken dienen in Kondensatoren als Dielektrikum.
- Eisen, Cobalt und Nickel sind ferromagnetisch. Das ist die Grundlage für Magnetwerkstoffe, wie sie beispielsweise in Transformatoren und Elektromotoren zum Einsatz kommen.

## Lehre und Forschung
Der Studiengang Funktionswerkstoffe wird in Deutschland an mehreren Universitäten angeboten. Es gibt verschiedene Fachmagazine, die sich mit dem Thema Funktionswerkstoffe befassen, z. B. die Advanced Functional Materials.

### Studiengang Technologie der Funktionswerkstoffe
Im Wintersemester 2006/'07 startete der dritte und letzte Baustein eines Gesamtkonzepts der Universität Würzburg zur Einführung ingenieurwissenschaftlicher Studiengänge – die Technologie der Funktionswerkstoffe. Diese wurde zum Winter 2012/'13 in Funktionswerkstoffe umbenannt. Hierzu wurde der Bachelor- sowie der Masterstudiengang erneuert.
Das Konzept des Studiums resultierte aus einem allgemeinen Bedarf für solche Materialien in vielen Industriebranchen, von der Automobilindustrie begonnen, über den Maschinenbau, die Mess- und Regeltechnik, die Medizin- und Biotechnik bis hin zur Unterhaltungselektronik. Die enge Zusammenarbeit mit der Wirtschaft in der Region Unterfranken hat diesen Bedarf zusätzlich bestätigt.